# Сирийская республика (1930—1958)
Сири́йская респу́блика (араб. الجمهورية السورية‎ al-Jumhūrīyah as-Sūrīyah; фр. République syrienne) — государственное образование на территории современной Сирии.
Была основана 14 мая 1930 года, как часть Французского мандата в Сирии и Ливане преемника государства Сирия (1924—1930). Договор о независимости был заключён в 1936 году для предоставления Сирийской республике независимости и прекращения французского правления, но французский парламент отказался принять это соглашение. С 1940 по 1941 год Сирийская республика находилась под контролем Режима Виши, а после освобождения стала суверенным государством. В 1958 году Сирийская республика объединившись с Египтом образовали Объединённую Арабскую Республику.

## Французский мандатдо франко-сирийского договора о независимости (1930—1933)
Проект новой конституции Сирийского государства обсуждался Учредительным собранием, избранным в апреле 1928 года, но поскольку Национальный блок за независимость, выиграл большинство голосов и настаивал на включении нескольких статей, «которые не сохраняли привилегий мандатной власти», Ассамблея была распущена 9 августа 1928 года.
14 мая 1930 года Сирийское государство было объявлено Республикой Сирия, а Верховный комиссар Леванта обнародовал новую конституцию Сирии одновременно с Конституцией Ливана, Регламентом Александреттского санджака, Уставом правительства алави, Уставом штата Джебель-Друз. В этой конституции был также упомянут новый флаг:
Сирийский флаг должен быть составлен следующим образом: длина должна быть в два раза больше высоты. Он должен содержать три полосы одинаковых размеров, верхняя полоса — зелёная, средняя — белая, нижняя — чёрная. Белая часть должна иметь три красные, пятиконечные звёздочки.
В течение декабря 1931 и января 1932 года были проведены выборы по новой конституции включающие представительство религиозных меньшинств, в соответствии с 37 статьей конституции. Национальный блок был в меньшинстве, в новой палате депутатов было лишь 17 человек из этой партии. Это было следствием интенсивной фальсификации голосов французскими властями. Также среди депутатов были три члена сирийской курдской националистической партии Хойбун («Независимость»). Позднее в этом же году, с 30 марта по 6 апреля, были проведены дополнительные выборы.
В 1933 году Франция пыталась продвинуть договор о независимости обещавший постепенную независимость Сирийской республики, но на деле державший Сирию под контролем. Главой государства в то время был Мухаммед Али Бей Аль-Абид, являвшийся французской марионеткой. Оппозицию этому договору возглавил националист, один из лидеров Национального блока Хашим Бей Халид аль-Атаси, который объявил 60-дневную забастовку поддержанную народом. Беспорядки и демонстрации застопорили экономику, а также вынудили французское правительство пойти на переговоры о предоставлении независимости Сирии.

## Франко-сирийский договор о независимости (1933—1939)
После переговоров в марте с французским верховным комиссаром в Сирии Дэмиеном де Мартелем, Хашим аль-Атасси отправился в Париж, возглавляя делегацию Национального блока. Новое французское правительство под руководством Народного фронта, сформированное в июне 1936 года после Парламентских выборов, согласилось признать Национальный блок в качестве единственных законных представителей сирийского народа и пригласило Аль-Атасси на переговоры о независимости. Договор предусматривал незамедлительно признать независимость Сирии как суверенной республики.
В 1936 году был подписан франко-сирийский договор о независимости. Благодаря этому договору в состав Сирийской республики вошли автономные государства в составе Французского мандата в Сирии и Ливане, Джабаль аль-Друз и Государство Алавитов. По условиям договора также планировалось включить территории Александреттского санджака, который в этом году получил название Хатай, как автономного санджака в составе Сирийской республики. Договор также предусматривал сокращение французского вмешательства в сирийские внутренние дела, а также сокращение французских войск, и военных баз в Сирии. В свою очередь, Сирия обязалась поддерживать Францию во время войны, включая использование её воздушного пространства, и позволить Франции сохранить две военные базы на сирийской территории. Великий Ливан не вошёл в состав Сирийской республики оставаясь отдельной частью французского мандата до 1946 года, когда и обрёл независимость.
Хашим Бей Халид аль-Атаси стал первым президентом, избранным в соответствии с новой конституцией, принятой после заключения договора о независимости.
В 1939 году не желая терять ближневосточные колонии на заре новой войны, а также из-за колониального настроя некоторых политиков, Франция пересмотрела свои обещания насчёт Сирии и отказалась ратифицировать договор. Кроме того, Турцией было аннексировано государство Хатай, в стране начались беспорядки, Аль-Атаси подал в отставку. Независимость Сирии была отложена до окончания Второй мировой войны.

## Вторая мировая войнаи последствия (1939—1946)
После оккупации Франции в 1940 году Сирийская республика перешла под контроль режима Виши, пока её в июле 1941 года не освободили британцы совместно с силами Свободной Франции.
27 сентября 1941 года Франция провозгласила в соответствии с мандатом независимость и суверенитет сирийского государства. В провозглашении говорится:
«Независимость и суверенитет Сирии и Ливана не повлияют на юридическое положение этих стран, которое останется согласно условиям мандата. В действительности, эту ситуацию можно изменить только с согласия Совета Лиги Наций, с согласия Правительства Соединенных Штатов, подписавшего франко-американскую конвенцию от 4 апреля 1924 года, и только после заключения между правительством Франции и сирийским и ливанским правительствами договоров, должным образом оформленных в соответствии с законами Французской Республики».
Вопреки этому Сирийская республика и Ливан обрели независимость после окончания Второй мировой войны. Представители этих стран участвовали на заседаниях Конференции Объединённых Наций по созданию Международной Организации в Сан-Франциско, и являлись одними из 51 страны-основательницы ООН. Подписав 26 июня 1945 года Устав ООН они стали членами организации, где все члены обладают суверенностью и равенством. 24 октября 1945 года Устав ООН был ратифицирован. Таким образом Французский мандат был расторгнут на вполне законных основаниях.
Французские войска были выведены 17 апреля 1946 года.

## От независимости доОбъединённой Арабской Республики(1946—1958)
Первые годы независимости Сирии можно охарактеризовать, с одной стороны быстро растущей экономикой, с другой стороны сильной политической нестабильностью.
В 1948 году Сирия была вовлечена в Арабо-израильскую войну. Сирийская армия была вытеснена из израильских районов, но укрепила свои опорные пункты на Голанских высотах, а также удержала свои старые границы.
Сирия последней из арабских стран подписала перемирие с Израилем.
29 марта 1949 года правительство Сирии было свергнуто в ходе военного переворота, страну возглавил Хусни Аз-Заим.
Позднее, 14 августа 1949 года, Заим был свергнут своим коллегой Сами аль-Хиннави. Несколько месяцев спустя, в декабре 1949 года, Хиннави был свергнут полковником Адибом аль-Шишакли. Шишакли продолжал править страной до 1954 года, пока не потерял власть в результате путча. С 1946 по 1956 год в Сирии сменилось 20 правительств и 4 конституции.
После вторжения израильских войск на Синайский полуостров во время Суэцкого кризиса в Сирии было объявлено военное положение, а позднее для предотвращения возможного израильского вторжения сирийские и иракские войска были развёрнуты в Иордании.
В ноябре 1956 года Сирия подписала с Советским Союзом договор о поставке самолётов, танков и другой военной техники. Аналогичный договор был заключён между ЧССР и Египтом в сентябре 1955 года. Это усиление сирийской армии тревожило Турцию, поскольку Сирия могла попытаться вернуть Хатай. В свою очередь Советский Союз и Сирия обвиняли Турцию в сосредоточении сил у сирийской границы. Благодаря переговорам в ООН удалось уменьшить угрозу войны.
Политическая нестабильность в Сирии, сходство во внешнеполитической направленности Сирии и Египта создали предпосылки к объединению этих стран, и 22 февраля 1958 года между Гамалем Абдель Насером и президентом Сирии Шукри аль-Куатли был подписан Акт об объединении стран. Прибывшего в Дамаск Насера приветствовали толпы народа.